# Myriapora subgracile
Myriapora subgracile är en mossdjursart som först beskrevs av d'Orbigny 1852.  Myriapora subgracile ingår i släktet Myriapora och familjen Myriaporidae. Inga underarter finns listade i Catalogue of Life.